# Rulon Gardner
Rulon Gardner (n. 16 august 1971, Afton⁠(d), Wyoming, SUA) este un luptător ce a reprezentat Statele Unite ale Americii, medaliat olimpic. A participat la 2 ediții ale Jocurilor Olimpice (2000, 2004) în care a câștigat o medalie de aur și o medalie de bronz.